# ليزلي كول
ليزلي كول (بالإنجليزية: Leslie Cole)‏ هي منافسة ألعاب القوى أمريكية، ولدت في 16 فبراير 1987.

## وصلات خارجية
- ليزلي كول على موقع الاتحاد الدولي لألعاب القوى (الإنجليزية)